# San Felipe Plaza
San Felipe Plaza es un rascacielos de 46 pisos al oeste del distrito Uptown Houston de Houston, Texas, Estados Unidos. Fue diseñado por el arquitecto Richard Keating y construido en 1984 por Linbeck Construction Corporation. Contiene 89137 metros cuadrados de espacio alquilable. Es el segundo edificio más alto fuera de Downtown Houston. Se encuentra a 3,2 km de la Houston Galleria.

## Inquilinos
- Avelo Airlines (sede Corporativa)[4]
- Deutser[5]
- Encino Energía[6]
- AkinMears[7]
- Canadian Trade Commissioner Service Office en Houston[8]
- Valaris plc
- Westmont Hospitality Group[9][10]